# Língua galo
Língua galo ou Língua galô (Gallo) é uma língua regional da França. O galô é uma língua românica, uma das línguas d'oïl. É a linguagem histórica da região de Bretanha e algumas porções vizinhas da Normandia, mas hoje é falado por apenas uma pequena minoria da população, tendo sido largamente ultrapassada pelo francês.
O galô foi originalmente falado na Nêustria, correspondente às terras de fronteira da Bretanha e Normandia, e cujo núcleo antigo era Le Mans, Maine.

## Características
Como uma língua d'oïl, faz parte de um dialeto contínuo, que inclui o normando, o picardo e o poitevino, entre outros. Uma das características que o distingue de normando é a ausência de influência do nórdico. Há alguma limitada intercompreensão com as variedades adjacentes da língua normanda ao longo da fronteira linguística e com o Guèrnésiais e o Jèrriais. No entanto, como o contínuo do dialeto pende para o mayennais, há uma isoglossa menos clara. A isoglossa mais clara é a que distingue o galô a partir do bretão, a língua celta tradicionalmente falada no território ocidental da Bretanha.
No oeste, o vocabulário do galô foi influenciado pelo contato com o bretão, mas permanece esmagadoramente latino. A influência do bretão diminui em todo o território leste de língua galô.

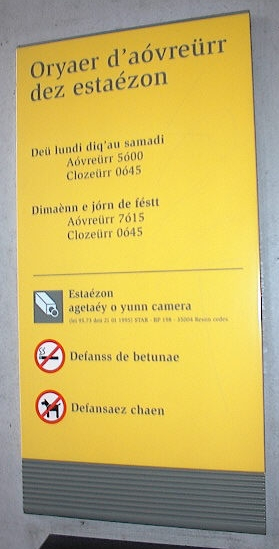
Um sinal em galo no Metrô de Rennes

## Geografia
Conforme dados de 1980, a língua galô estende-se desde Plouha (Plóha), Côtes-d'Armor, sul de Paimpol (Paimpol), passando por  Châtelaudren (Châtié), Corlay (Corlaè), Loudéac (Loudia), Pontivy (Pontivy), Locminé (Lominoec) e Vannes (Vannes), indo até o sul da península de Rhuys, Morbihan.

## Status

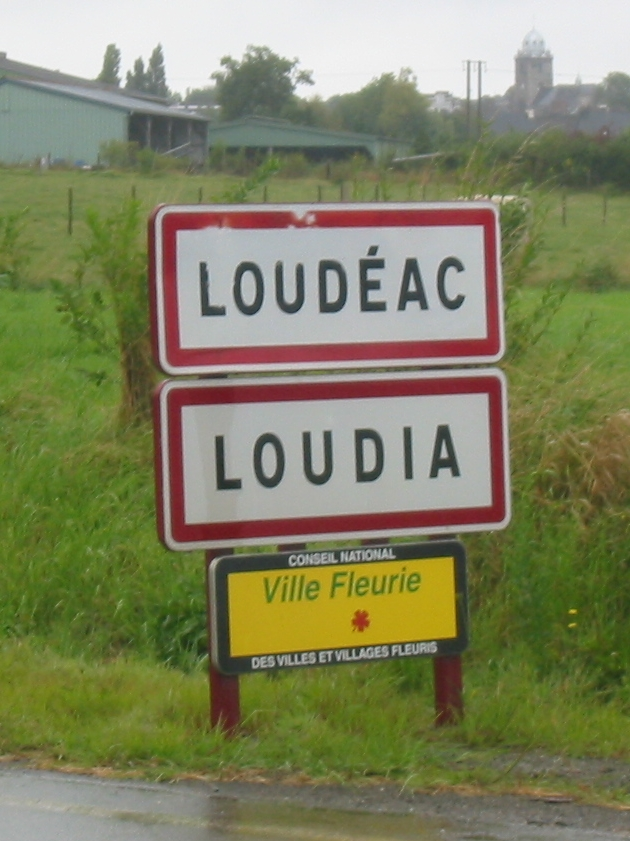
Nome da cidade de Loudéac tem seu nome em galo, Loudia, na sinalização

Uma das estações de metrô da capital bretã,  Rennes, tem uma sinalização bilíngue em galô e em Francês, mas em geral a língua galô não apresenta grande visibilidade, como ocorre com a língua bretã, mesmo na sua área pátria, o chamado Pays Gallo, o qual inclui duas capitais históricas, Rennes (em galô Resnn, bretão Roazhon) e Nantes (em galô Nauntt, bretão Naoned).
Diferentes dialetos do galô são percebidos, embora haja um movimento de padronização de um modelo influenciado pela forma dialetal da Alta Bretanha.

## Literatura
Embora exista uma certa tradição literária na língua galô, a língua é mais conhecida por estórias extemporâneas e apresentações teatrais. Em função da rica tradição musical da Bretanha, intérpretes contemporâneos produzem canções em galô.
As primeiras evidências de obras em galô datam de 1178 com o livro Le Livre des Manières de Etienne de Fougères, um texto poético de 336 quadras e o mais antigo texto em bretão foi Le Roman d'Aquin, uma canção anônima do século XII transcrita no século XV, mas que não perdera as características de romance medieval da Bretanha. No século XIX, a literatura oral foi coletada por folcloristas como Paul Sébillot, Adolphe Orain, Amand Dagnet e Georges Dottin. Amand Dagnet (1857-1933) também escreveu várias obras originais em língua galô, incluindo uma peça, La fille de la Brunelas (1901).
Nos anos 1960 iniciaram-se  esforços para estimular a literatura galô e, em 1979, Alan J. Raude publicou uma proposição de ortografia padrão para a língua.

## Escrita
A escrita do galô não apresenta a letra K. Usa extensivamente as formas consoantes Bll, Cll, Fll, Gll, Pll e também Ç, Ch, Gn, Ll, Qh.
As vogais convencionais do alfabeto latino ou nas formas ou formações  ë, é, è, eu, eû – iao – ô, ô, ou, oué – û ; e com pronúncias especiais os grupos aeh, am/an, aim/ain, em/en, eim/ein, im/ien, im/in, om/on, um/un.

## Filme

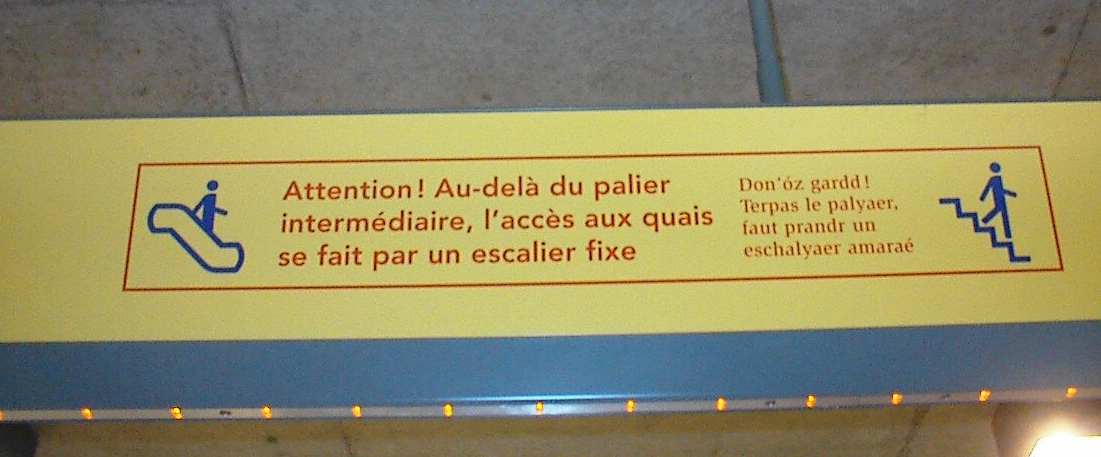
Sinal bilíngue no metrô de Rennes

- Of Pipers and Wrens (1997).  Produzido por Gei Zantzinger, colaboração de Dastum.  Lois V. Kuter, consultor etnomusical.  Devault, Pennsylvania:  Constant Spring Productions.